# Dendronephthya dichotoma
Dendronephthya dichotoma is een zachte koraalsoort uit de familie Nephtheidae. De koraalsoort komt uit het geslacht Dendronephthya. Dendronephthya dichotoma werd in 1909 voor het eerst wetenschappelijk beschreven door Henderson. 